# Extraterrestre dans la fiction
Pour les articles homonymes, voir Extraterrestre.
L'extraterrestre dans la fiction est la représentation dans la littérature, le cinéma, la bande dessinée, l'animation, le jeu vidéo, des différentes créatures fictives venant d'autres planètes, imaginées principalement par les auteurs de science-fiction. L'extraterrestre a été popularisé par le cinéma, qui en a établi les stéréotypes.

## Premières apparitions de l'extraterrestre en fiction
Le conte du coupeur de bambou dans le Japon du Xe siècle raconte l'histoire d'une princesse de la Lune envoyée sur Terre pour sa protection pendant une guerre. On y trouve des images de soucoupes volantes. À la même époque, les aventures de Bulukiya, un conte médiéval de la littérature arabe tiré des Mille et une Nuits, décrit un cosmos constitué de différents mondes avec leurs habitants.
Le premier film de science-fiction à mettre en scène des extraterrestres est Le Voyage dans la Lune de Georges Méliès, sorti en 1902

## Petits hommes verts et petits gris dans la culture populaire contemporaine
En mai 1954, le chef du Projet Blue Book de l'US Air Force, le capitaine Edward J. Ruppelt évoque une rumeur selon laquelle l’armée aurait des bâtiments remplis de morceaux de soucoupes volantes et d'extraterrestres conservés dans l’alcool, en ajoutant ironiquement : « habituellement les petits hommes sont verts, mais ceux qui sont entre les mains de l'armée sont gris[réf. souhaitée] ».
Mais c’est avec la rencontre de Kelly-Hopkinsville, dans une ferme du Kentucky, que la représentation des petits gris sera véritablement ancrée dans la conscience populaire. Durant l’été 1955, la famille Sutton déclare avoir été assaillie durant toute une nuit par de nombreux êtres phosphorescents d’un mètre de haut avec de grands yeux. Selon leurs dires, ils auraient bataillé pendant plusieurs heures à coups de carabine avec ces étranges assaillants pour finir par s’enfuir et raconter l'histoire à la police. La presse désignera ces êtres comme des little grey men, des « petits hommes gris », ou « petits gris ».

## Évolution du concept d'extra-terrestre dans la fiction duXXesiècle
Plusieurs expressions populaires sont utilisées pour désigner les extraterrestres : Les petits hommes verts ou les martiens, les aliens (selon l'expression anglaise pour « étranger ») ou les petits gris.
La couleur verte a longtemps été celles des extraterrestres, le plus souvent appelés Martiens. Cette couleur pourrait avoir son origine dans le roman d’Edgar Rice Burroughs, A Princess of Mars (1912), où il décrit les différentes espèces de martiens, dont l’une a la peau verte. Cette couleur sera reprise par plusieurs autres auteurs, qui, pour certains, fera même le titre de leur ouvrage, comme Harold Sherman dans The Green Man (1946) ou encore Damon Knight dans The Third Little Green Man (1947). Dans la tradition des contes, la couleur verte est omniprésente pour évoquer certaines créatures féeriques ou fantomatiques. Claude Lecouteaux, dans son ouvrage Les Elfes et les nains, rapporte que cette couleur est l’apanage des forces de l’au-delà.
En septembre 1954 l'œuvre de Fredric Brown, Martiens, Go Home! met en scène des martiens immatériels insupportables, non sans une pointe d'humour.

## Figures extraterrestres dans la fiction

### Cinéma

#### Films

Logo utilisé pour la mission d'exploration martienne Spirit représentant le personnage de cartoon Marvin le Martien.

- Xénomorphe (Univers d'Alien)
- Klingons (Star Trek)
- Na'vi (Avatar)
- Yautja (Univers de Predator)
- Vulcains (Star Trek)

#### Cartoons
- Marvin le Martien (Looney Tunes)

### Séries télévisées
- Ultraman (depuis 1966)
- Doctor Who (depuis 1963)
- Stargate SG-1 (1997-2007)

### Littérature
- Micromégas (Voltaire)
- La Guerre des mondes (H. G. Wells)
- Le Péril bleu (Maurice Renard)
- Les Signaux du Soleil (Jacques Spitz)
- Cycle de La Culture (Iain Banks)
- Dialogue avec l'extraterrestre (Frederik Pohl)
- La Stratégie Ender (Orson Scott Card)
- Omale (Laurent Genefort)
- Cycle de L'Aube de la nuit (Peter F. Hamilton)
- Les Tommyknockers (Stephen King)
- Warchild (Karin Lowachee)
- La Poussière dans l'œil de Dieu (Larry Niven et Jerry Pournelle)
- Cycle des Inhibiteurs (Alastair Reynolds)
- Un feu sur l'abîme et Au tréfonds du ciel (Vernor Vinge)
- La Nef des fous (Richard Paul Russo)
- Le Chasseur et son ombre (George R. R. Martin, Gardner R. Dozois et Daniel Abraham)
- La Saga du Commonwealth (Peter F. Hamilton)
- Averia (Patrice Cazeault)
- Prochain Arrêt (Simon Lafrance, publié aux éditions Les Malins)
- Pour une poignée de Koumlaks (Sellig et Bernard Werber)
- Rossignol (Audrey Pleynet)
- 1985 - La disparue de Sainte-Catherine (Rita Belkhayat et Christophe Hermier, publié aux éditions Complicités)

### Bande dessinée

#### BD franco belge
- Khâny et Poky (Yoko Tsuno)
- Swänn et Sätie, un couple de Nakäniens (Renaissance)
- Les Shingouz et le transmuteur grognon de Bluxte (Valérian et Laureline)
- Le Scrameustache de Gos

#### BD américaine
- Iga Biva (Walt Disney Company)
- Superman (Kal-El) (Univers DC)
- Shi'ar (Marvel Comics)
- Skrulls (Marvel Comics)
- Krees (Marvel Comics)

#### Manga
- Saiyan (Dragon Ball)
- Dans Yu-Gi-Oh! Zexal, le personnage principal Astral est un esprit extraterrestre formant un duo avec le héros humain : Yuma.
- Lamu (Urusei Yatsura) : Ataru (Rony), le personnage principal se retrouve malgré lui « marié » à Lamu, une extraterrestre.

### Musique
- Dieux extraterrestres est le titre d'une chanson figurant sur l'album Élixir d'Emmanuel Berland, paru en 2017.
- Chanson De L'extraterrestre titre du conte musical de Philippe Chatel Emilie Jolie, paru en 1979.
- Qui c'est celui-là ?, chanson de Pierre Vassiliu, sortie en 1973.[Information douteuse]

### Jeux vidéo
- Alliance Covenante → Halo (série)
- Zerg (Starcraft)
- Lunarien → (Touhou Project)
- Kerbal (Kerbal Space Program)
- Omega Sector et NLC (New Leaf City) → (MapleStory)
- Les Aparoïdes → (Star Fox Assault)
- Les Métroïdes, Ridley et les Pirates de l'espace → (Metroid)
- Xhampi →  (Mario & Luigi : Les Frères du Temps)
- Gyggas, les starmen et autres aliens - Earthbound